# Semenivka, Berdîciv
Semenivka (în ucraineană Семенівка) este un sat în comuna Ivankivți din raionul Berdîciv, regiunea Jîtomîr, Ucraina.

## Demografie
Componența lingvistică a localității Semenivka
     Ucraineană (97,52%)
     Rusă (2,29%)
     Alte limbi (0,1%)
Conform recensământului din 2001, majoritatea populației localității Semenivka era vorbitoare de ucraineană (97,52%), existând în minoritate și vorbitori de rusă (2,29%).

## Legături externe
- pl Semenówka (2) wieś powiat berdyczowski în Dicționarul geografic al Regatului Poloniei și al altor țări slave, volum X (Rukszenice — Sochaczew) 1889